# Peter Madsen (cartoonist)

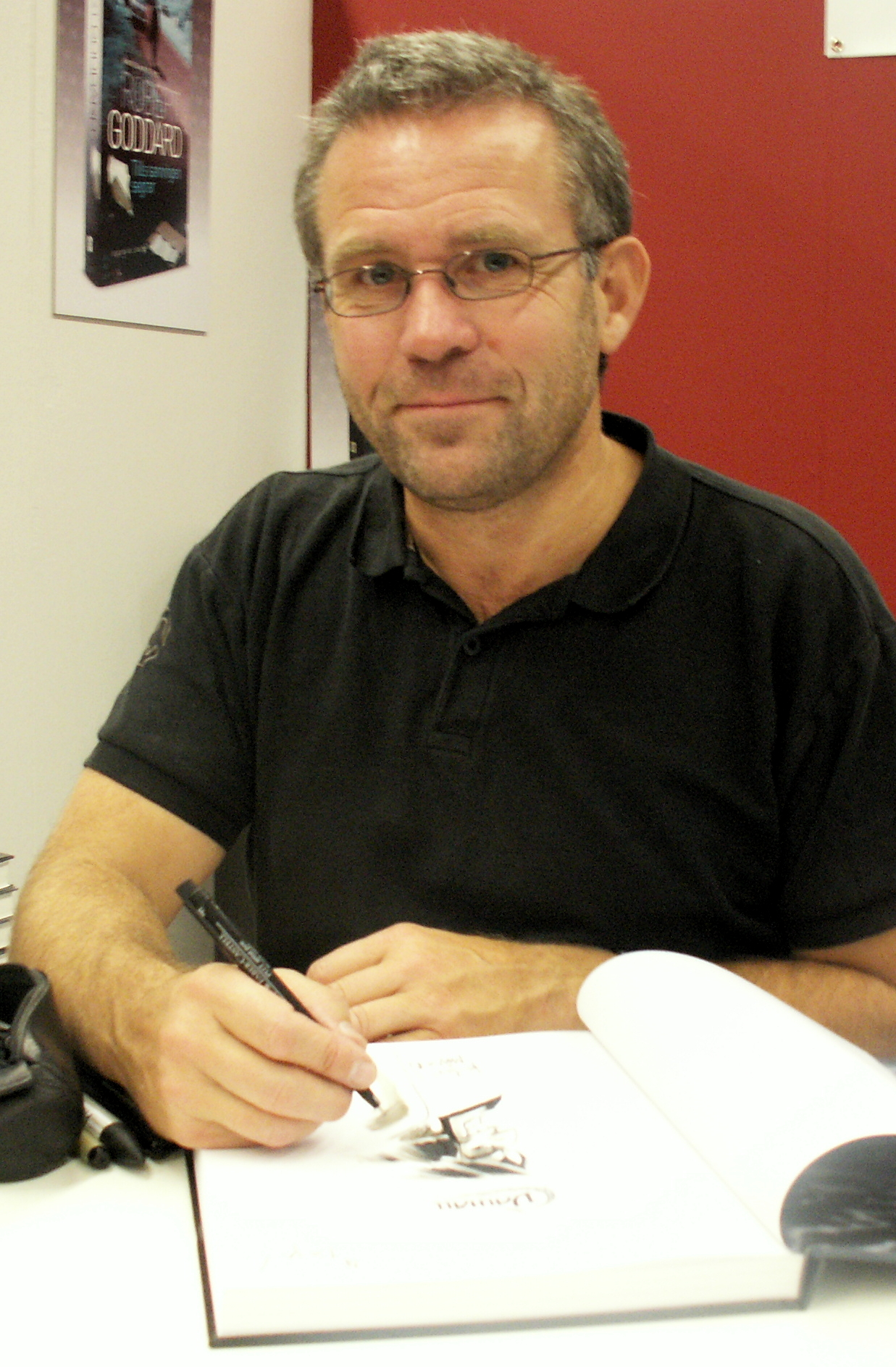
Peter Madsen in 2012

Peter Madsen (Aarhus, 12 mei 1958) is een Deense cartoonist, illustrator en auteur.
Samen met de redacteur Henning Kure en mede-cartoonist Rune T. Kidde was hij een van de leidende krachten achter de heropleving van de Deense cartoontraditie in de jaren 1970.
Hij is meest bekend als illustrator en mede-auteur van de Valhalla-strips, een 15-delige albumreeks waarin de Scandinavische mythologie van de Vikingen gedetailleerd en op humoristische wijze wordt uitgebeeld. Uit deze serie, gepubliceerd van 1979 tot 2009, ontstond in 1986 de animatiefilm Valhalla, die mede was geproduceerd door Madsen. 
In 1995 illustreerde hij Manneskesønnen (De zoon der mensen), waarin het leven van Jezus werd beschreven.
- Bibsys: 2037490
- Bibliothèque nationale de France: cb13093031f (data)
- Gemeinsame Normdatei: 14149932X
- International Standard Name Identifier: 0000 0000 8129 5250
- Library of Congress Control Number: n2008064677
- Nationale Bibliotheek van Letland: 000151801
- Nationale Bibliotheek van Tsjechië: mzk2010603092
- Nederlandse Thesaurus van Auteursnamen: 06898569X
- SNAC: w6gz6v47
- Système universitaire de documentation: 034295836
- Virtual International Authority File: 51166183
- WorldCat: E39PBJkp6bqvwrp9jWCXMbvj4q